# Laura Overton
Laura Overton (* 1996) ist eine ehemalige neuseeländische Leichtathletin, die sich auf den Speerwurf spezialisiert hat. 2013 und 2015 wurde sie Ozeanienmeisterin im Speerwurf.

## Sportliche Laufbahn
Erste internationale Erfahrungen sammelte Laura Overton im Jahr 2013, als sie bei den Jugendozeanienmeisterschaften in Papeete mit einer Weite von 45,41 m die Silbermedaille gewann. Einen Tag später siegte sie bei den Ozeanienmeisterschaften ebendort mit 41,98 m. 2015 verteidigte sie bei den Ozeanienmeisterschaften in Cairns mit 45,87 m ihren Titel und 2018 beendete sie ihre aktive sportliche Karriere im Alter von 22 Jahren.
2016 wurde Overton neuseeländische Meisterin im Speerwurf.